# Dan Jorgensen (sportiv)
Dan Jorgensen (n. 4 aprilie 1968, New London, Connecticut, SUA) este un înotător american, medaliat olimpic. A participat la 2 ediții ale Jocurilor Olimpice (1988, 1992) în care a câștigat o medalie de aur și două medalii de bronz.